# BTR–60
A BTR–60 (oroszul: БТР – Бронетранспортёр / Bronyetranszportyor; magyarul: páncélozott szállító jármű) volt az első a szovjetek nyolckerekű páncélozott csapatszállító járművei közül. Az 1950-es évek végén tervezték a BTR–152 leváltására. A nyilvánosság előtt először 1961-ben mutatkozott be. Romániában TAB–71 típusjelzéssel gyártották. A Szovjetunióban 1960–1976 között folyt a sorozatgyártása. Több alkalommal modernizálták. Az 1960-as években a Szovjet Hadsereg gépesített alakulatainak alapvető páncélozott szállító harcjárműve volt. Az 1970-es, 1980-as években folyamatosan váltotta fel a BTR–70 és a BTR–80.

## Története
Tervezése 1956-ban kezdődött el a Gorkiji Autógyárban (GAZ) V. A. Gyedkov vezetésével. Az első prototípus 1958 közepére készült el. Eredeti típusjelzése BTRP volt, gyári típusjele GAZ–49. A prototípusba a GAZ–51 tehergépkocsiban is alkalmazott GAZ–40P típusú benzinmotort építettek be. A tesztek során a 67 kW -os (90 LE) motor elégtelennek bizonyult, a harcjármű számára nem biztosította az elvárt mozgékonyságot. A benzinmotor helyett ezért a nagyobb teljesítményű, 152,8 kW (205 LE) teljesítményű JaAZ–206B típusú dízelmotort építették be a járműbe. JaAZ–206B motor azonban túlságosan nehéz volt, hátrányosan módosította a jármű tömegeloszlását. Megfelelő motor hiányában visszatértek a GAZ–40P motorhoz, de ebből kettőt építettek be a járműbe. A motorok mindegyike két-két hidat hajtott. A módosított, kétmotoros prototípus 1959 őszére készült el.
Az 1950-es évek második felében a Szovjetunióban más tervezőirodáknál és gyárakban is folyt szállító harcjárművek fejlesztése. A grúziai Kutaiszi Autógyár (KAZ) speciális tervezőirodája (SZKB) tervezte az 1015-ös kísérleti típust (objekt 1015), a Lihacsov Autógyárban (ZiL) készült el a ZiL–153, az Altaji Traktorgyárban (ATZ) fejlesztették ki a 19-es kísérleti típust (objekt 19), a Mityiscsi Gépgyár (MMZ) pedig az MMZ–560-n alapuló harcjárművet készített el. Ezek a harcjárművek a 19-es típus kivételével nagyon hasonlóak voltak a GAZ–49-hez. Az ATZ objekt 19 járműve lánctalpas futóművet kapott, kialakításában már inkább a későbbi gyalogsági harcjárművekre hasonlított. A harcjárművekkel végzett összehasonlító tesztek után végül a legegyszerűbb szerkezetű és legolcsóbban gyártható GAZ–49-et választották ki sorozatgyártásra. A döntésben szerepet játszott az is, hogy a jármű két motorja nagyobb üzembiztonságot eredményezett. Még egy motor meghibásodása esetén is a harcjármű közúton 60 km/h-s sebességgel haladhatott.
A Szovjetunió Védelmi Minisztériuma 1959. november 13-i rendeletében rendszeresítette a GAZ–49 harcjárművet a Szovjet Hadseregben BTR–60P típusjelzéssel. A „P” betű az úszóképessége utal, de később ezt elhagyták a típusjelből, így leggyakrabban csak BTR–60 jelzéssel hivatkoznak rá.
Sorozatgyártása 1960-ban kezdődött el a Gorkiji Autógyárban.
A csónakszerű páncéltest hegesztett acélszerkezet, amely védelmet nyújt a kézifegyverek lövedékei és a repeszek ellen. A járművet a páncéltest hátsó részében elhelyezett két darab, dízelmotor növelt teljesítményű változata, a hajtja. A BTR–60 kétéltű, a vízben hajócsavarral mozog, melyet a motorok hajtanak meg.
A BTR–60PB változat sorozatgyártása 1976-ban fejeződött be, ekkor váltotta le a korszerűbb BTR–70.

## Típusváltozatok
- BTR–60P – Korai változat nyitott küzdőtérrel, sorozatgyártása 1961–1963 között folyt.
  - BTR–60PU[1] – Parancsnoki jármű nyitott (vászonnal borítható) küzdőtérrel. 2 darab R–111 és egy R–123 típusú URH-rádióval, valamint egy R–130 típusú rövidhullámú rádióval szerelték fel. A páncéltest tetején kaptak helyet az antennák. Fegyverzete nincs, személyzete négy fő. A járműveket a harckocsizó, gépesített lövész és a tüzér ezredek törzseiben alkalmazták.
    - BTR–60PuM, BTR–60PuM1
    - BTR–60Pu–12 (1972), BTR–60Pu–12M – Légvédelmi parancsnoki járművek, amelyeket a ZSZU–23–4, Sztrela–1 és Sztrela–10 önjáró csapatlégvédelmi rendszereknél alkalmaztak.
- BTR–60PA – 1963–1966 között gyártott modernizált változat zárt küzdőtérrel. A jármű hermetizált, ABV-fegyverek elleni védelemmel látták el. Gyári típusjele GAZ–49A.
  - 1V18 és 1V19 – A BTR–60PA bázisán kialakított tüzérségi parancsnoki és felderítő járművek.
  - BTR–60PA1 – Modernizált motorokkal és erőátviteli berendezésekkel felszerelt, 1965-ben rendszeresített változat.
- BTR–60PB – A BTR–60PA modernizált változata. 1964. június 29-én rendszeresítették, sorozatgyártása 1965–1976 között folyt. Kúpos kialakítású tornyot kapott, amelybe egy 14,5 mm-es KPVT és egy 7,62 mm-es PKT géppuskát építettek be.
  - BTR–60PBK – A BTR–60PB bázisán kialakított parancsnoki változat, három további rádióval. 1975-ben rendszeresítették.
  - BTR–60PVK – A BTR–60PBK átalakított, modernizált, univerzális (más harcjárműveken is használható) BPU–1 típusú toronnyal felszerelt változata. 1976-ban rendszeresítették.
  - BTR–60PZ – A BTR–60PB módosított toronnyal felszerelt változata, amelynél a légi célok ellen is alkalmazható géppuska emelkedési szöge 60° volt. Kis mennyiséget gyártottak belőle 1972-ben, nem rendszeresítették.
    - BTR–60 R–156, BTR–60 R–975M1 – A BTR–60PB-n alapuló légi-irányító jármű.
- BTR–60 R–145 "Csajka", BTR–60 R–145BM – Parancsnoki verziók.
- BTR–60 AA – Néhány kubai BTR–60-ast 30 mm-es ikerágyúkkal szereltek fel, hogy könnyű légelhárító tüzérségi járműként szolgálhassanak.

## Harci alkalmazása
A BTR–60-ast bevetették a jom kippuri háborúban, az 1971-es iráni–pakisztáni konfliktusban, illetve a szovjetek Csecsenföld és Afganisztán elleni invázióiban és a délszláv háborúban is.

### Rendszeresítő államok
- Abházia
- Afganisztán - 300
- Algéria- 530
- Angola - 100
- Azerbajdzsán - 25
- Bhután
- Bissau-Guinea - 35
- Botswana - 30
- Bulgária - 120 (618)
- Dzsibuti - 12
- Egyiptom - 250
- Eritrea - 1
- Etiópia - 80
- Észak-Korea - 1,000
- Fehéroroszország - 188
- Finnország - 120 (kivonva)
- Ghána - 6
- Guinea - 20
- Grenada - 2

- India - 817
- Irak - 500
- Irán - 300
- Jemen - 500
- Jugoszlávia - 60
- Kambodzsa - 210
- Kenya - 3
- Kongói Köztársaság - 30
- Kuba - 400
- Laosz - 70
- Lengyelország
- Litvánia - 14
- Líbia - 750
- Magyarország
- Mali - 10
- Marokkó - 45+
- Mexikó - 100
- Moldova - 12
- Mongólia - 300

- Mozambik - 150
- NDK
- Nicaragua - 64
- Nigéria - 6
- Peru - 12
- Románia
- Oroszország - 2,000
- Szerbia - 6
- Szíria - 600
- Szomáliföld - 25
- Szovjetunió
- Tádzsikisztán - 1
- Törökország - 302
- Türkmenisztán - 829
- Uganda
- Ukrajna - 176
- Üzbegisztán - 24
- Vietnám - 400
- Zambia - 13

### Egyéb mennyiségi adatok
- Németország - A Kelet-Németország által birtokolt példányok az egyesülés után az utódállamokba, illetve a volt Varsói Szerződés tagállamaiba kerültek, a Nyugat-Németország által zsákmányoltak egy részét bezúzták, gyakorlatokon célpontnak használták illetve eladták más országoknak.
- Lengyelország - Kis számban rendeltek BTR–60-asokat egy légvédelmi rendszer részeként. A Lengyel Hadsereg után a ZOMO alakulatok, majd a Lengyel Rendőrség használta. A Dzik-AT (AT - Anti-Terrorista) páncélozott gépkocsi váltotta le.
- Szovjetunió - Utódállamok kapták meg a felbomlás után.
- Jugoszlávia - 60 - Utódállamok kapták meg.